# Arthun
Arthun é uma comuna francesa na região administrativa de Auvérnia-Ródano-Alpes, no departamento de Loire. Estende-se por uma área de 13,88 km². Em 2010 a comuna tinha 537 habitantes (densidade: 38,7 hab./km²).